# Cattolica
Pour les articles homonymes, voir Cattolica Assicurazioni, Cattolica Eraclea et Hector Cattolica.
Cattolica (Catòlga en dialecte romagnol) est une commune italienne de la province de Rimini en Émilie-Romagne.

## Géographie
Cattolica, baignée par la mer Adriatique, voisine de la commune de Misano Adriatico, est la dernière commune au sud de la riviera romagnole qui fait limite avec la commune de Gabicce Mare (PU) au sud, séparée toutes les deux par le torrent Tavollo, et avec les villes de Gradara (PU) et de San Giovanni in Marignano au sud-est.

Située sur la route SS16 et liée à l’autoroute A14, à 20 km de Rimini et 17 km de Pesaro.

## Histoire
L'occupation du site remonte au minimum à l'Âge du bronze, mais il devint centre urbain en -200.
En 359, la ville servit de lieu d'accueil à des évêques catholiques lors du concile de Rimini, d'où son nom.
Au XIIIe siècle elle passa sous le contrôle des Malatesta, jusqu'en 1504.
Elle fut reliée au réseau de chemin de fer en 1861 (ligne Bologne-Ancône).
En 1896, Cattolica se sépare de San Giovanni in Marignano et devient commune autonome.

## Administration
| Période                                  | Période  | Identité      | Étiquette           | Qualité |
| ---------------------------------------- | -------- | ------------- | ------------------- | ------- |
| 22 juin 2009                             | En cours | Marco Tamanti | Partito Democratico |         |
| Les données manquantes sont à compléter. |          |               |                     |         |

### Communes limitrophes
Gabicce Mare (PU), Gradara (PU), Misano Adriatico, San Giovanni in Marignano

## Population

### Évolution de la population en janvier de chaque année
| 1861  | 1901  | 1921  | 1951  | 1961   | 1971   | 1981   | 1991   | 2001   |
| ----- | ----- | ----- | ----- | ------ | ------ | ------ | ------ | ------ |
| 2 106 | 3 619 | 5 097 | 8 686 | 12 969 | 15 623 | 15 599 | 15 115 | 15 743 |

| 2011   | - | - | - | - | - | - | - | - |
| ------ | - | - | - | - | - | - | - | - |
| 16 899 | - | - | - | - | - | - | - | - |

### Ethnies et minorités étrangères
Selon les données de l’Institut national de statistique (ISTAT) au 1er janvier 2011 la population étrangère résidente était de 1 702 personnes.
Les nationalités majoritairement représentatives étaient :
| Pos. | Pays     | Population |
| ---- | -------- | ---------- |
| 1    | Albanie  | 401        |
| 2    | Ukraine  | 307        |
| 3    | Roumanie | 241        |
| 4    | Moldavie | 113        |
| 5    | Chine    | 68         |

## Monuments et sites
- l’hôtel de ville de 1914,
- les églises de San Apollinare (XIIIe siècle) et de San Pio V (XIXe siècle),
- le musée de la Regina construit sur l’emplacement d’un antique hospitium,
- l’église de S. Croce (XVIe siècle)
- la place Regina,
- la torre malatestiana (1490),
- la tour d’origine byzantine construite sur le mont Vici  et qui domine la cité,
- la piazza delle sirene (piazza Primo Maggio) avec les fontaines,
- l'Acquarium "Le Navi" (1934).

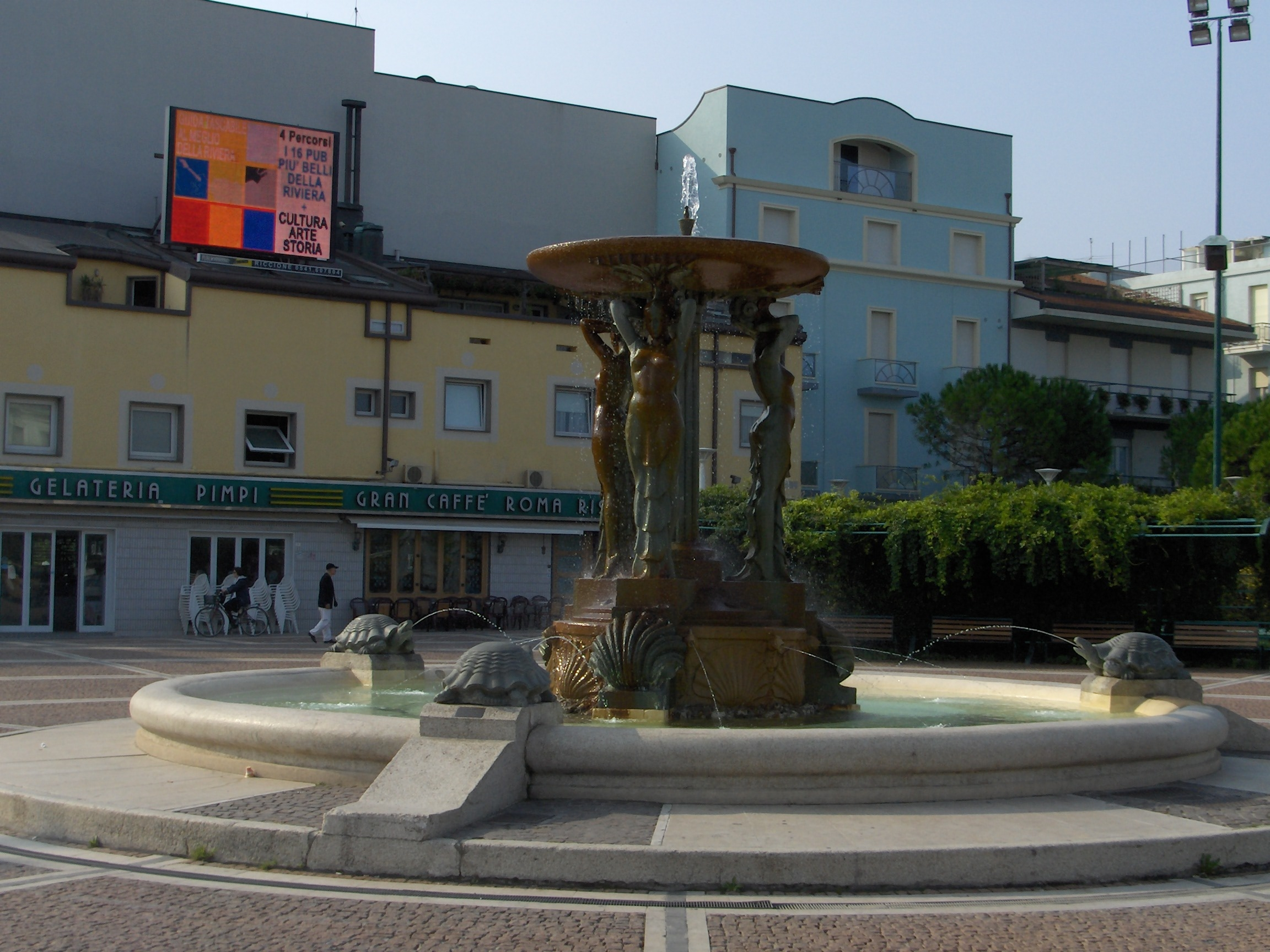
Fontaine des sirènes
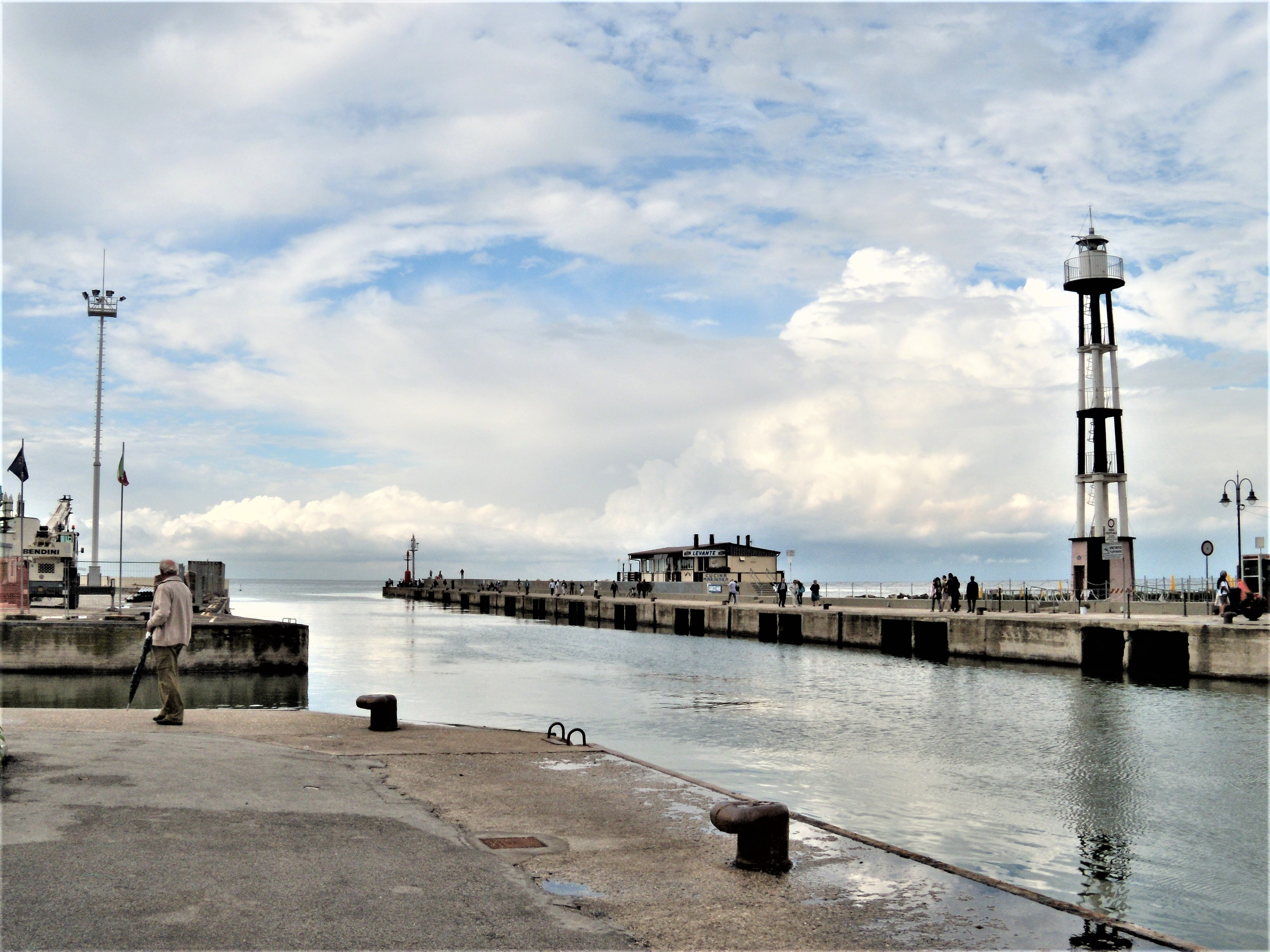
Embouchre du torrent Tavollo et port-canal
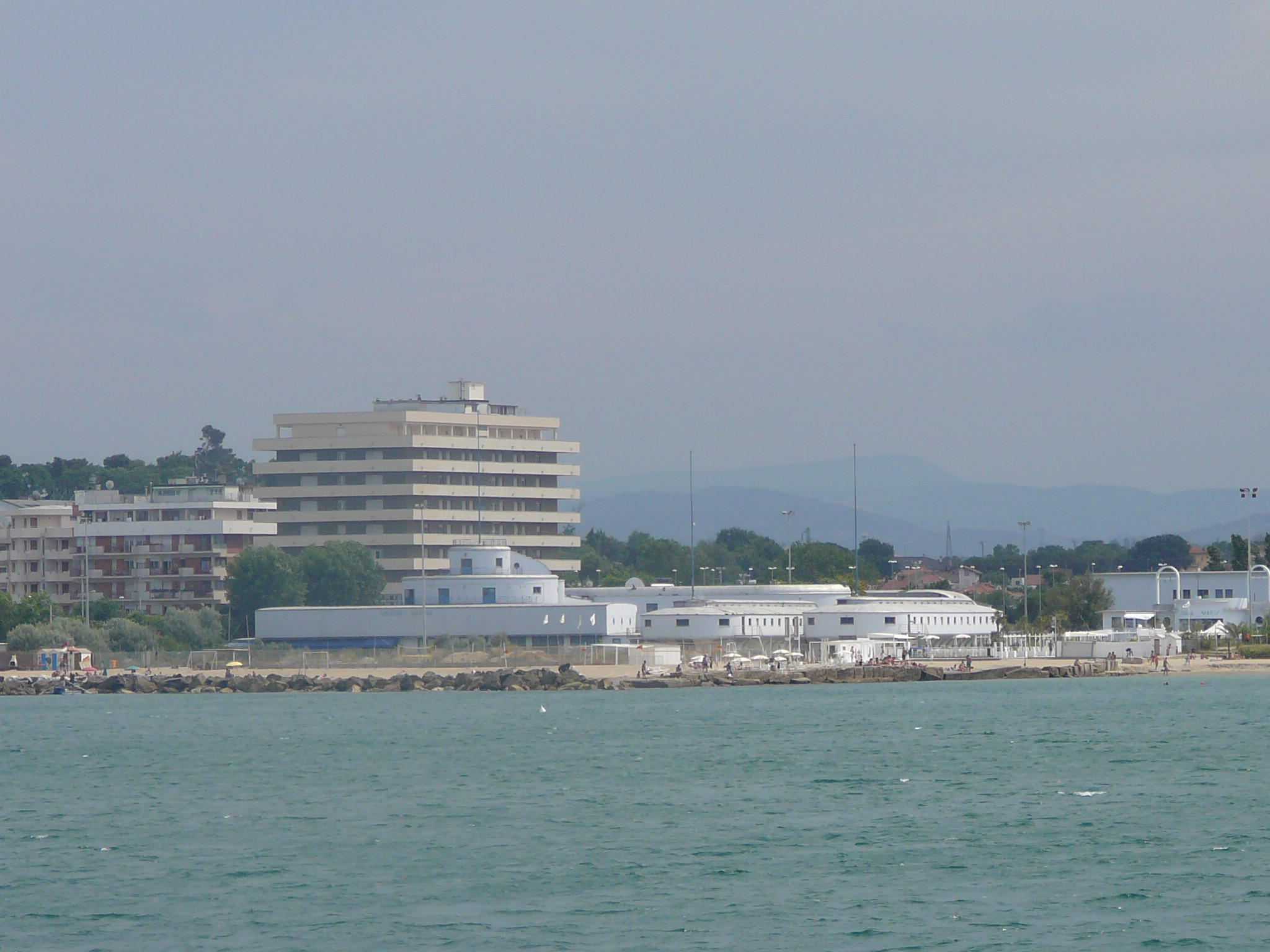
L'aquarium de Cattolica Le Navi

## Culture

### Personnalités liées à la commune
- Cesare Pronti (1626-1708), peintre
- Emilio Filippini (1870-1938), peintre
- Guido Morganti (1891-1954), Juste parmi les nations
- Egidio Renzi (1900-1944), martyr du massacre des Fosses ardéatines
- Domenico Rasi (1924-1944), patriote
- Vanzio Spinelli (1924-1944), patriote
- Giuseppe Ricci, membre de l’Assemblée Constituante, député (1948 à 1953 (PCI)
- Enrico Molari, champion italien de motocyclisme 250 cm³ en 1952,
- Giovanna Filippini, député de 1983 à 1990 (PCI)
- Eraldo Pecci, footballeur de Serie A et équipe nationale de 1972 à 1990
- Alberta Ferretti, styliste
- Umberto Paolucci, Directeur Microsoft Europe
- Vincenzo Cecchini, peintre
- Samuele Bersani, chanteur et ténor
- Guido Paolucci, médecin et scientifique
- Gianluca Magi, orientaliste et écrivain
- Marco Simoncelli (1987-2011), pilote de MotoGP et champion 2008 de la Classe 250 du Motomondiale
- Giampiero Ticchi, entraîneur de basket
- Andrea Cinciarini, joueur de basket]de Serie A
- Luca Leardini, pilote 2 fois champion : minimoto en 1991 et 125 Sport Production en 2000

### Manifestations et évènements
- MystFest

La festa di Stella Marisles pêcheurs amène en mer la Madonna "Stella Maris", après la procession,
La Mostra dei fioriExposition de fleurs depuis les années 1950, le long des avenues de la cité,
La Notte RosaFête qui se déroule le long de la côte, de  Gabicce, Cattolica à Bellaria-Igea Marina, en juin et juillet, où tous les commerces arborent la couleur rose, bal et bain de minuit en mer.
La Fiera degli antichi sapori di terra e marefoire des anciennes saveurs de la terre et de la mer, avec dégustation oéno-gastronomique et animations et concerts.

## Jumelages
- Debrecen (Hongrie)
- Faches-Thumesnil (France)
- Hodonin (Tchéquie)
- Saint-Dié-des-Vosges (France)

## Source
- (it) Cet article est partiellement ou en totalité issu de l’article de Wikipédia en italien intitulé « Cattolica » (voir la liste des auteurs) le 09/05/2012.